# Église Saint-Pierre de Saint-Pierre-le-Moûtier
Pour les articles homonymes, voir Église Saint-Pierre.
 (novembre 2021).
La mise en forme du texte ne suit pas les recommandations de Wikipédia : il faut le « wikifier ».
Les points d'amélioration suivants sont les cas les plus fréquents. Le détail des points à revoir est peut-être précisé sur la page de discussion.
- Les titres sont pré-formatés par le logiciel. Ils ne sont ni en capitales, ni en gras.
- Le texte ne doit pas être écrit en capitales (les noms de famille non plus), ni en gras, ni en italique, ni en « petit »…
- Le gras n'est utilisé que pour surligner le titre de l'article dans l'introduction, une seule fois.
- L'italique est rarement utilisé : mots en langue étrangère, titres d'œuvres, noms de bateaux, etc.
- Les citations ne sont pas en italique mais en corps de texte normal. Elles sont entourées par des guillemets français : « et ».
- Les listes à puces sont à éviter, des paragraphes rédigés étant largement préférés. Les tableaux sont à réserver à la présentation de données structurées (résultats, etc.).
- Les appels de note de bas de page (petits chiffres en exposant, introduits par l'outil «  Source ») sont à placer entre la fin de phrase et le point final[comme ça].
- Les liens internes (vers d'autres articles de Wikipédia) sont à choisir avec parcimonie. Créez des liens vers des articles approfondissant le sujet. Les termes génériques sans rapport avec le sujet sont à éviter, ainsi que les répétitions de liens vers un même terme.
- Les liens externes sont à placer uniquement dans une section « Liens externes », à la fin de l'article. Ces liens sont à choisir avec parcimonie suivant les règles définies. Si un lien sert de source à l'article, son insertion dans le texte est à faire par les notes de bas de page.
- La présentation des références doit suivre les conventions bibliographiques. Il est recommandé d'utiliser les modèles {{Ouvrage}}, {{Chapitre}}, {{Article}}, {{Lien web}} et/ou {{Bibliographie}}. Le mode d'édition visuel peut mettre en forme automatiquement les références.
- Insérer une infobox (cadre d'informations à droite) n'est pas obligatoire pour parachever la mise en page.

Pour une aide détaillée, merci de consulter Aide:Wikification.
Si vous pensez que ces points ont été résolus, vous pouvez retirer ce bandeau et améliorer la mise en forme d'un autre article.
L'église Saint-Pierre est une église catholique située sur la commune de Saint-Pierre-le-Moûtier, dans le département de la Nièvre, en France.

## Localisation
L'église est située dans le département français de la Nièvre, sur le territoire de la commune de Saint-Pierre-le-Moûtier, au cœur du bourg.

## Historique
Le premier monastère saint-Pierre fut établi en 740, par les bénédictins de Saint-Martin d'Autun dont ils dépendaient directement. Son emplacement, à proximité de la voie romaine d'Autun à Bordeaux, leur avait été offert par la reine Brunehaut.
Au IXe siècle, les moines s'installèrent définitivement en élevant leur communauté au rang de prieuré.
Une bulle du pape Alexandre III a confirmé en 1164 l'appartenance du prieuré de Saint-Pierre à la prospère abbaye de Saint-Martin et, dès l'année suivante, Louis VII accorda sa protection et sauvegarde sur la localité où Philippe Auguste devait en 1222 établir un bailliage royal.
En 1180, Archambault de Bourbon dota le prieuré d'importants revenus. En 1234, l'église fut érigée en église paroissiale.
Les bâtiments claustraux ont été détruits en 1910.
L'église Saint-Pierre est classée au titre des monuments historiques en 1886.
Un point particulier d'histoire : la victoire angélique.

Le chevalier Jean d'Aulon rapporte dans le détail de la prise de Saint-Pierre-le-Moûtier.
En novembre 1429, Jeanne d’Arc en route pour libérer La Charité, arriva devant Saint-Pierre-le-Moûtier tenu par la nombreuse troupe des gens d’armes d'Alain d’Albret et de ses alliés anglais. Le 4 novembre l’assaut menaçait de tourner à la déroute quand Jeanne d’Arc invoqua la compagnie des anges pour commander au chevalier venu la prier de se retirer pour sa sauvegarde : Je ne suis pas seule car « j’ai en ma compagnie 50 000 de mes gens » et ne partirai que lorsque la ville sera prise. Bien qu’ignorante de l’art de la guerre, elle s’écria : « Au fagots et au claies, tout le monde, pour faire un pont !… ». Ce qui fut fait, et l’assaut fut conduit avec une telle facilité, tant était grande la disparité des forces en présence, que Jean d'Aulon considérait que ce fut miracle que la ville soit prise.
Jeanne d’Arc épargna la ville du pillage et s’en vint prier régulièrement dans l’église de Saint-Pierre pendant quelques jours avant de repartir pour La Charité dont le siège fut un échec.
Cet épisode de la vie de Jeanne d’Arc est le thème de toute la décoration moderne de l’église. Dans la chapelle qui lui est dévolue, un grand vitrail illustre la phase décisive : « J’ai en ma compagnie 50 000 de mes gens. ». Aux murs deux mosaïques :  « Ils (les anges) m’ont dit ce que je devais faire » et « Mes frères du paradis veillent sur moi » ; enfin au-dessus du grand orgue (!) « Jeanne protège les habitants de saint-Pierre-Le-Moutier contre le pillage de ses soldats ». Le tout porte la signature en nom collectif des frères Mauméjean, peintres et maîtres verriers.

## Architecture
La structure générale de l'église correspond à celle qui fut construite au cours du XIIe siècle. Elle constitue la trame de la nef, du chœur, de l'abside, et de la nef collatérale sud.
La partie nord détruite a été reconstruite au début du XIIIe siècle ;
Les chapelles ont été percées tardivement, au cours du XVe siècle ;
Le clocher, carré, repose sur les piliers du transept. Il abrite la cloche de l'ancien beffroi ;
Les autres ouvertures ont été percées après la disparition des bâtiments monastiques.

### Extérieur
- Façade occidentale : elle est ornée d'un portail en plein cintre en tiers point. Deux statues de chaque côté s'inscrivent dans une niche trilobées : Saint-Denis tenant sa tête et une statue qui a tous les attributs de Saint Jacques.
- Bas-côté, au nord : la porte Nord faisait communiquer l'église avec le cloître du prieuré. Le porche construit entre la fin du XIIe siècle et le début du XIIIe siècle.
- Bas-côté, au sud : un petit portail plus modeste et sans tympan possède une archivolte décoré de billettes enserrées dans deux rubans entrelacés.

### Intérieur
- Nef : la nef est voûtée en berceau continu, sans arcs doubleaux, en raison du décalage des piliers des côtés nord et sud. La charpente apparente de la nef a été cachée par une fausse voûte en briques lors des travaux de restauration, en 1868. Au-dessus des collatéraux sont percées des arcades aux fenêtres cintrées sans ornement.
- Bas-côté sud : le bas-côté sud de style roman primitif est formé de six travées de plan carré, voûtée d'arêtes. Les arcs en plein cintre surhaussé, reposent sur des colonnes engagées
- Bas-côté nord : le bas-côté endommagée par un incendie ou un acte de pillage entre 1164 et 1221, a été reconstruit dans le style gothique. Chaque travée de plan rectangulaire et voûté d'ogives, Les arcades sont en arcs brisés.
- Croisée du transept : lors de travaux en 1650, la coupole de la croisée fut remplacée par une voûte d'arêtes en briques : elle est marquée seulement dans l'élévation et supporte un clocher moderne. Il a été rebâti sur la tour primitive et contient l'ancienne cloche du beffroi.
- Le chœur : le chœur éclairé par les fenêtres aux vitraux modernes est surélevé car bâti au-dessus de la crypte. Adoptant un plan rectangulaire le chevet est plat, percé d'une porte débouchant dans la sacristie.
- Les chapelles latérales : les chapelles latérales ne datent pas de la construction de l'église : elles ont été percées tardivement au XVe et au XVIe siècle.

### À voir
- Le porche nord : le porche nord est fermé par une porte à deux vantaux donnait accès au cloître du monastère. la porte est encadrée de deux colonnes engagées supportant un tympan daté du dernier quart du XIIe siècle. Ce tympan à cinq lobes repose directement sur deux corbeaux sculptés, sans linteau. Au centre se trouve un Christ en majesté, bénissant, entouré d'un tétramorphe où l'on peut identifier:
  - en haut à droite, saint Jean au-dessous de son aigle,
  - en haut à gauche, l'homme ailé écrivant son évangile est saint Matthieu,
  - en bas à droite, saint Luc et son bœuf,
  - en bas à gauche, saint Marc avec le lion.

L’unique voussure est décorée de quatre anges tenant encensoirs et flambeaux. Une simple guirlande court sur l’archivolte. L'arc repose sur deux chapiteaux, en ombrelle pendante, sculpté d'à-jour, figurant une cité idéale. Les mêmes représentations sur le trône du Christ et sur les sièges des évangélistes, le globe tenu dans la main gauche du christ bénissant inclinent à penser qu'il peut s'agir d'une représentation de la Jérusalem céleste, allégorie fréquente à cette époque. La chevelure des anges et des Évangélistes est particulièrement travaillée, il subsiste quelques traces de polychromie de plus en plus effacées par la pollution.
- Les chapiteaux[5] : comme les piliers romans qui les supportent, ils ont été sculptés au deuxième quart du XIIe siècle. Les plus nombreux s'inspirent du chapiteau corinthien classique à feuillage dentelé et à volutes traités de manière souple et grasse. Viennent s'y mêler des masques et des animaux réels et fantastiques. D'autres représentent des scènes figurées sans liens apparents : jongleurs, musicien au psaltérion, querelle de vieillards… ainsi qu'une scène biblique Daniel dans la fosse aux lions.
Dans le style de l'École de Cluny, ils ont été réalisés probablement par une même équipe de tailleurs de pierre envoyés soit par l'abbaye d'Autun, soit par la maison-mère de Cluny. Sculptés dans un calcaire suffisamment tendre, l'habileté des sculpteurs a pu s'exprimer dans la dentelle des à-jour[4] comme ceux des chapiteaux pendants du porche nord ou le relief des feuillages dentelés et roulés, la finesse des personnages. La situation géographique de Saint-Pierre, au carrefour de la vallée de la Loire, de la Bourgogne et de l'Auvergne, explique les influences que l'on peut déceler dans le détail des sculptures : sujets profanes et scènes animées de facture bourguignonne, personnages trapus et coiffures à bouclettes fréquents en Auvergne.
- Les objets mobiliers classés dans la base Palissy des Monuments Historiques :
  1. Gisant représentant un prieur[6] du monastère retrouvé lors de fouilles (XIVe siècle, en pierre d'Apremont, classé MH).
  2. Vierge de pitié entourée de personnages[7], bas relief sévèrement bûché, 4e quart (XVe siècle, classé MH)
  3. Statue de saint Michel[8] (en calcaire, XVe siècle, classé MH).
  4. Statue de sainte Catherine[9], en pierre polychrome du XVe siècle, elle est  Classé MH (1935)[10].
  5. Pierre tombale d'Anne Dumontet[11], femme de maître Henri Bardin, avocat (XVIe siècle, classé MH).
  6. 6. Pietà[12], Groupe sculpté polychrome composé d’une Vierge de Pitié entre saint Jean et sainte Madeleine, datée de la fin du XVe siècle ou du début du XVIe siècle (classé MH).
  7. Vierge à l'Enfant[13] (XVe siècle, classé MH).
  8. Peintures murales, style néo-gothique[14] (XIXe siècle, classé MH).
- Le reste du mobilier
  1. Fragments de bas-reliefs sculptés, en remploi : Le martyre de saint Pierre, XVe – XVIe siècles.
  2. Mosaïque et peintures murales de la chapelle Jeanne d'Arc
  3. Les vitraux modernes relatant l'épopée locale de Jeanne d'Arc. (Œuvres en nom collectif des frères Mauméjan, milieu du XXe siècle)
  4. Les vitraux de la chapelle saint Joseph sur l'enfance de Jésus et la mort de Joseph (XIXe siècle).
  5. Une chaire à  prêcher de style sulpicien (fin XIXe siècle)
  6. Un orgue, virtuel.

## Prieurs

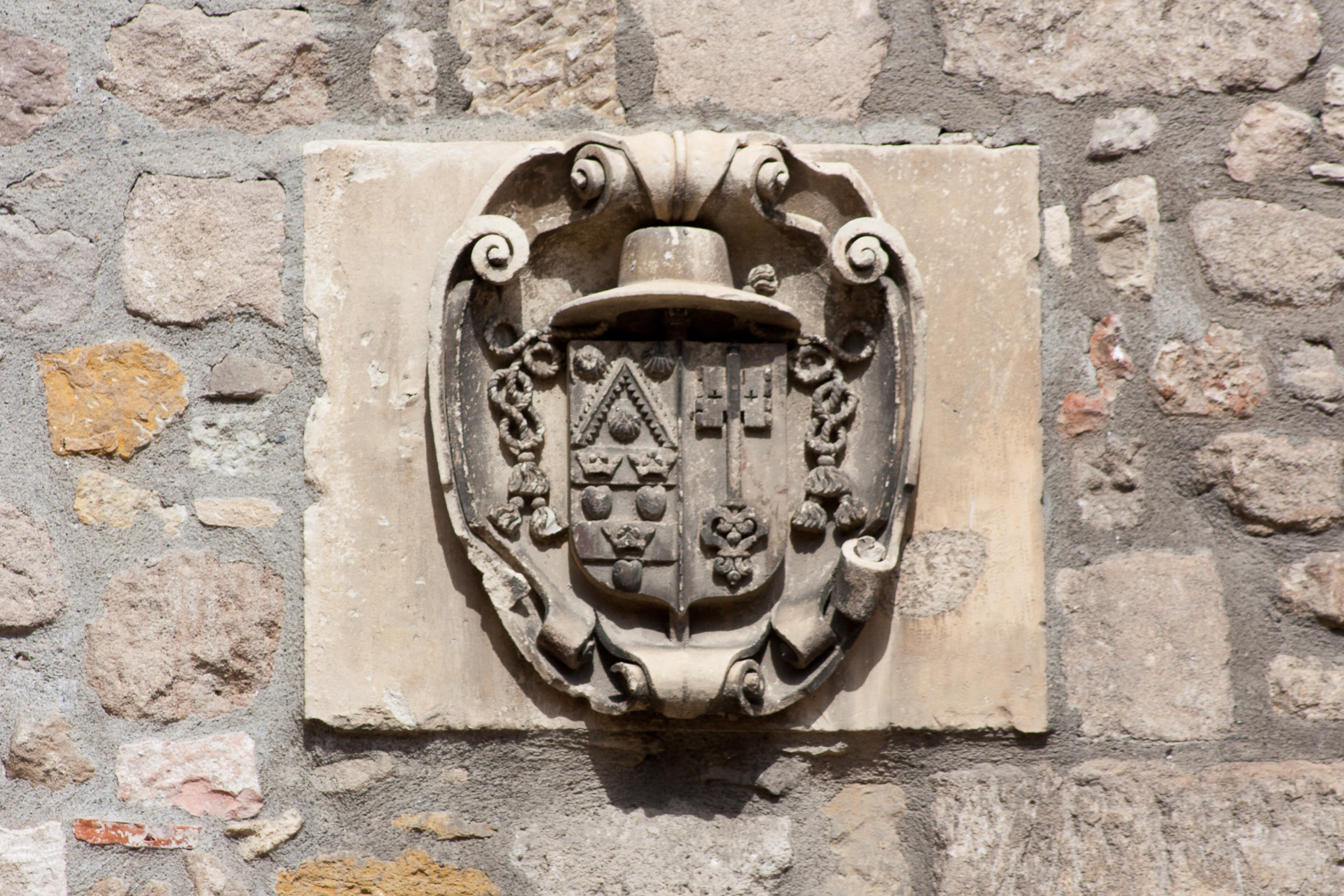
Armes du prieur François Rapine

- 1569 - Helin de Lamoignon, également abbé de Bellevaux vers 1569 à 1575[15] ;
- 1575 - François Luillier, neveu du précédent, prieur en 1575[15] ;
- 1642  - François Rapine, également aumônier de la Reine Marie de Médicis, puis aumônier général de l'artillerie de France. Par reconnaissance, Louis XIII institua pour lui et ses successeurs, par un édit du 26 mars 1632, un office de premier conseiller au siège présidial de la ville de Saint-Pierre-le-Moutier. L'évêque d'Auxerre Gilles de Souvré le choisit pour être son official à La Charité-sur-Loire. C'est lui qui composa l'éloge funèbre de François de Gonzague de Clèves, duc de Rhètelais et de Mayenne en 1622[16].

## Propriétés, terriers, bénéfices
Paroisses
Fiefs, domaines
Moulins

## Galerie

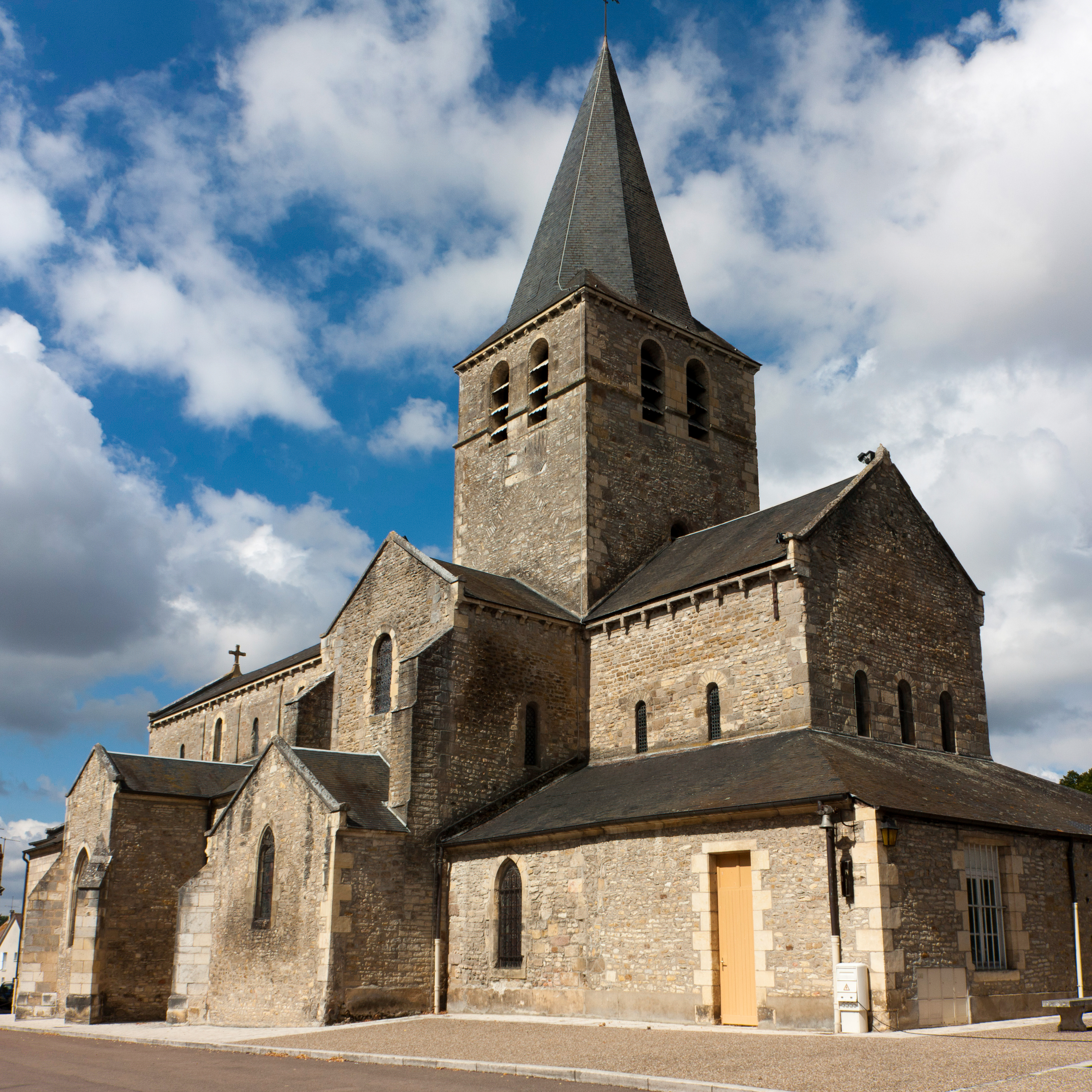
Église de Saint Pierre le Moûtier.
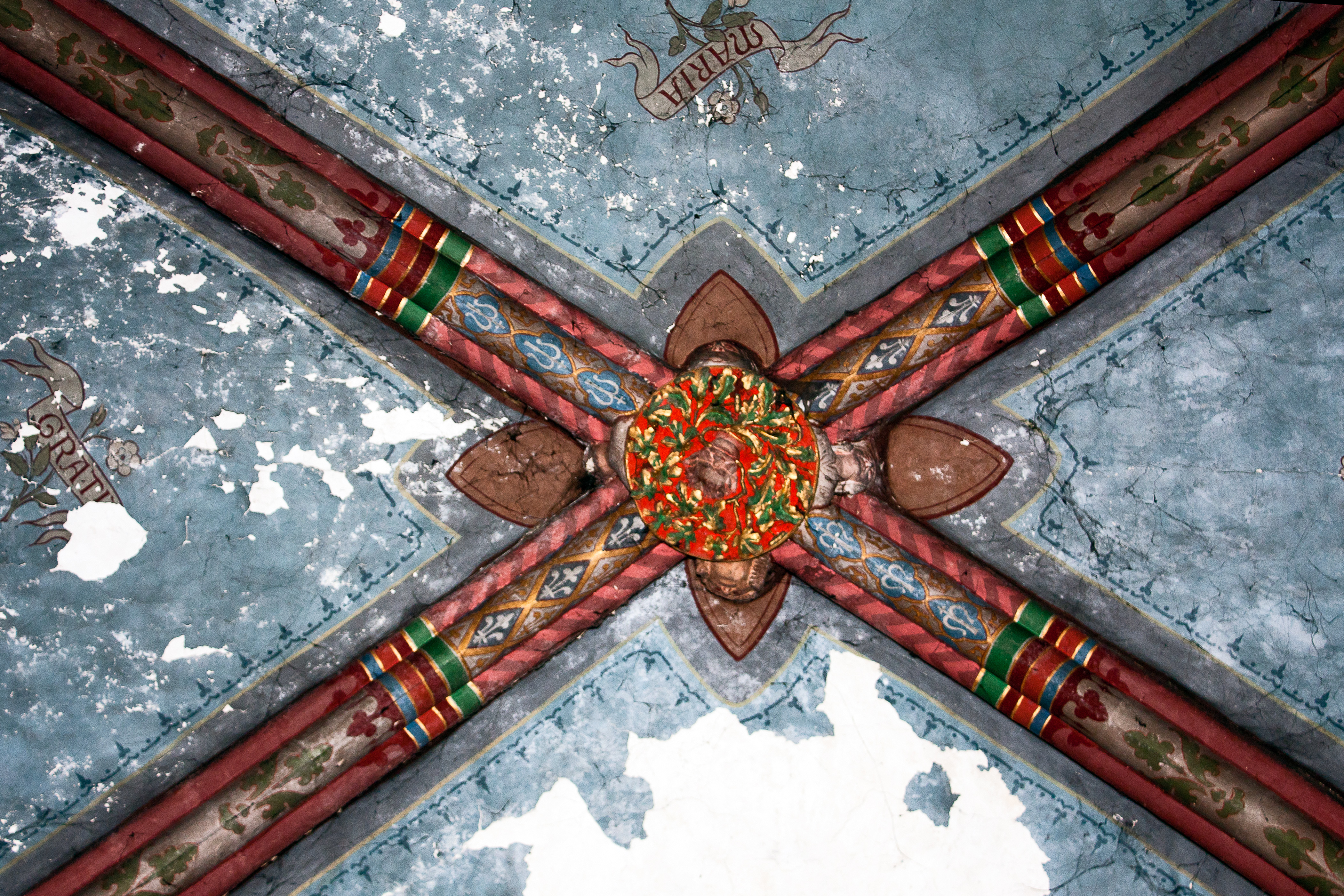
Peintures murales néogothiques.
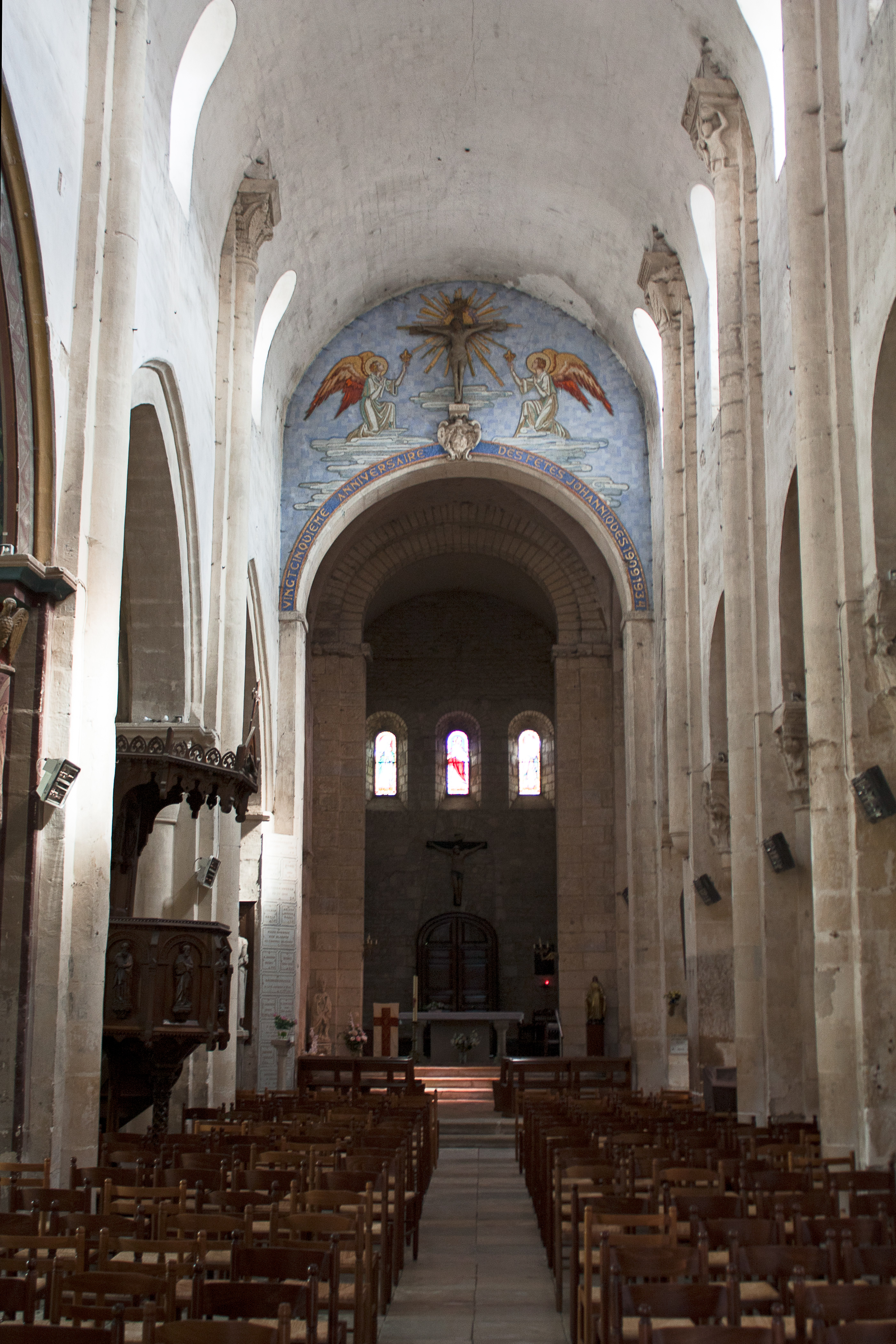
La Nef.
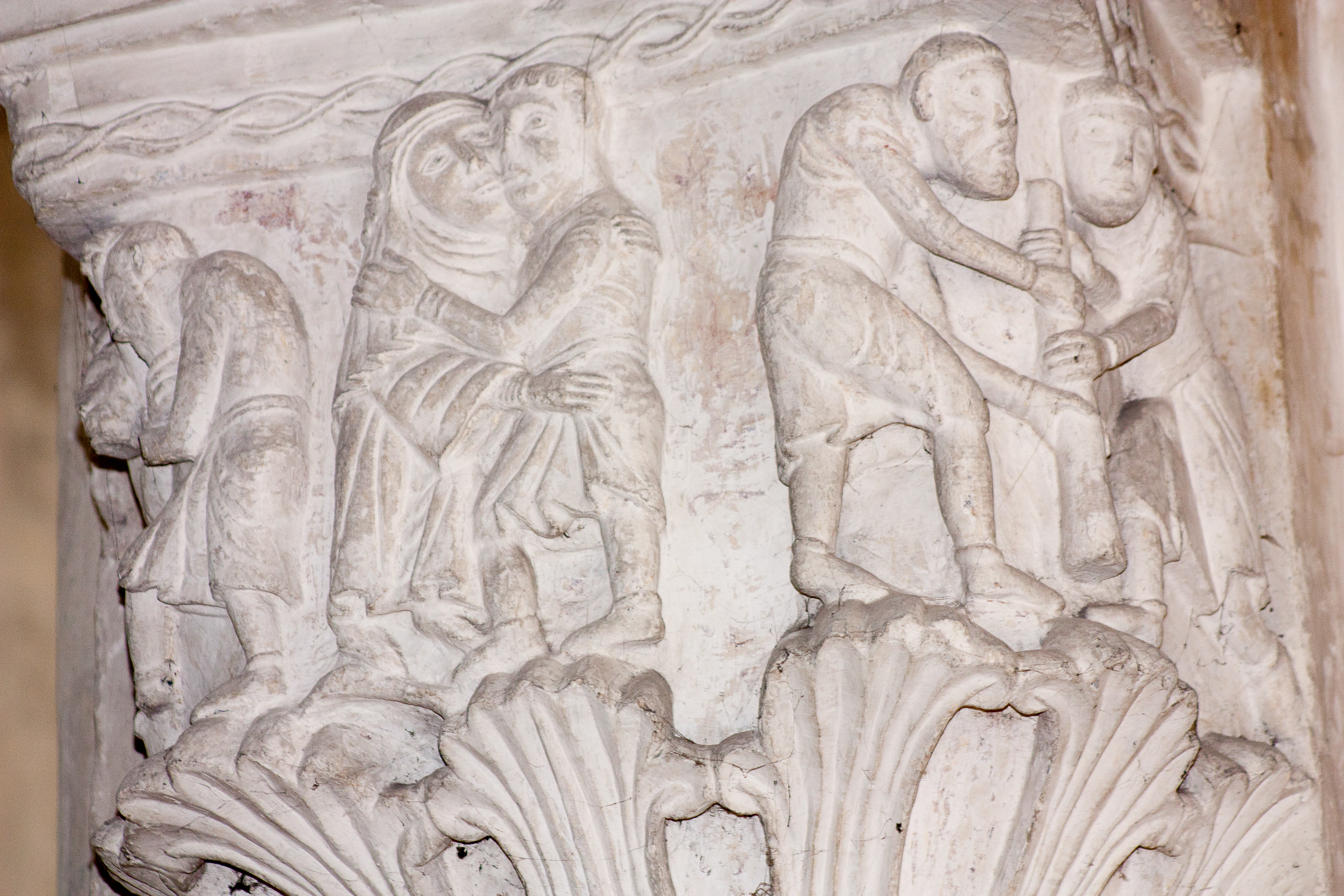
Chapiteau.
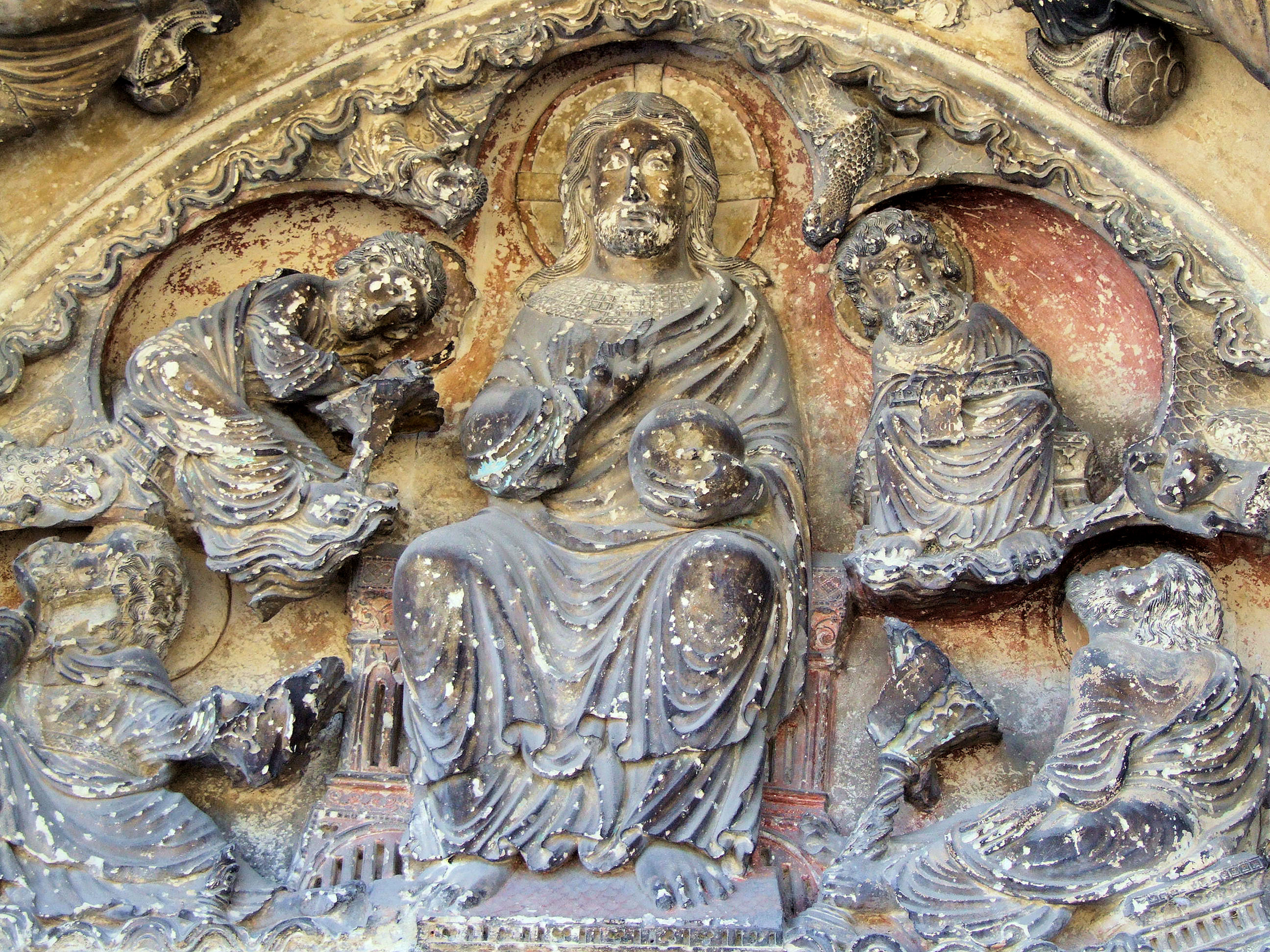
Porche Nord.
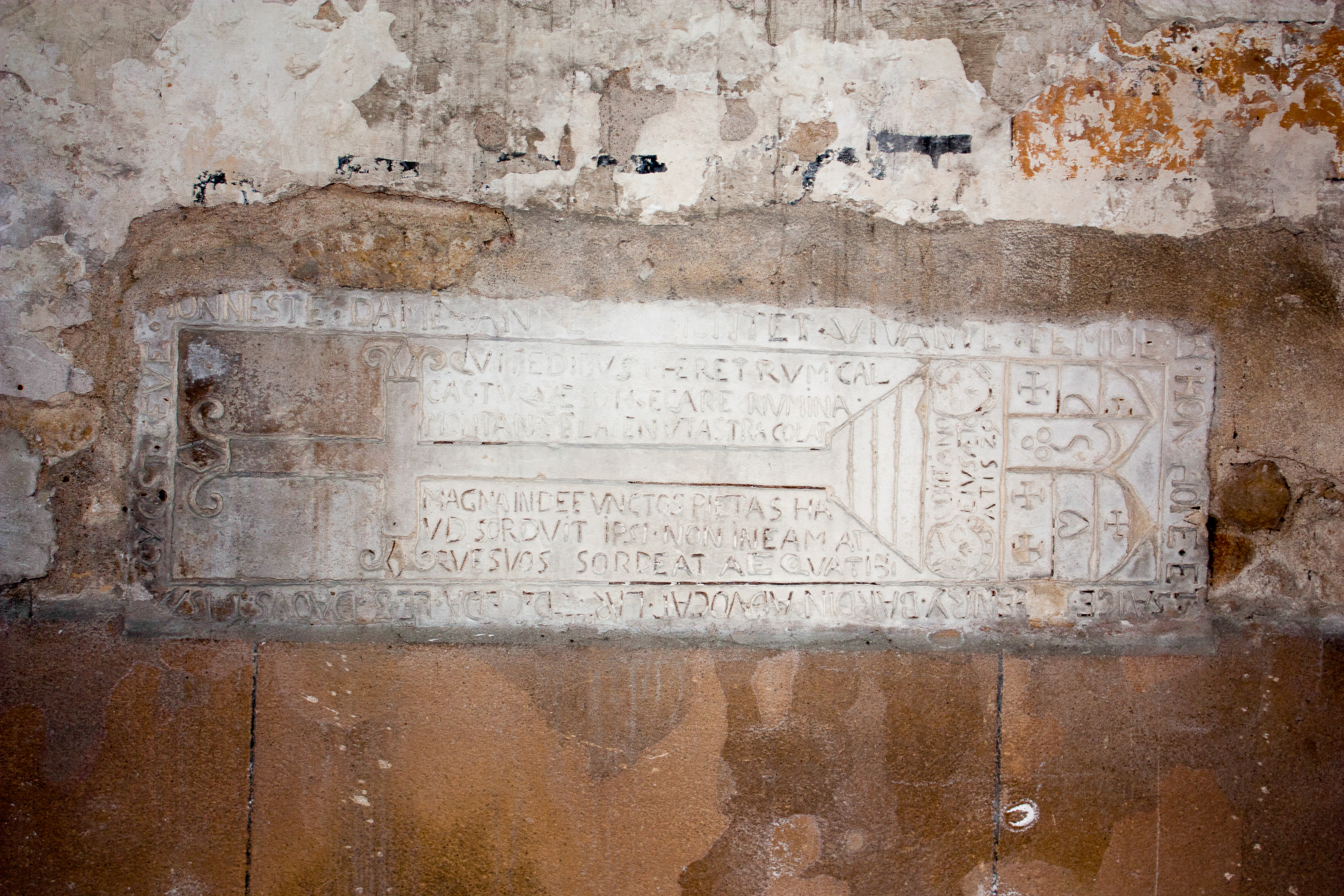
Dalle funéraire d'Anne Dumontet.
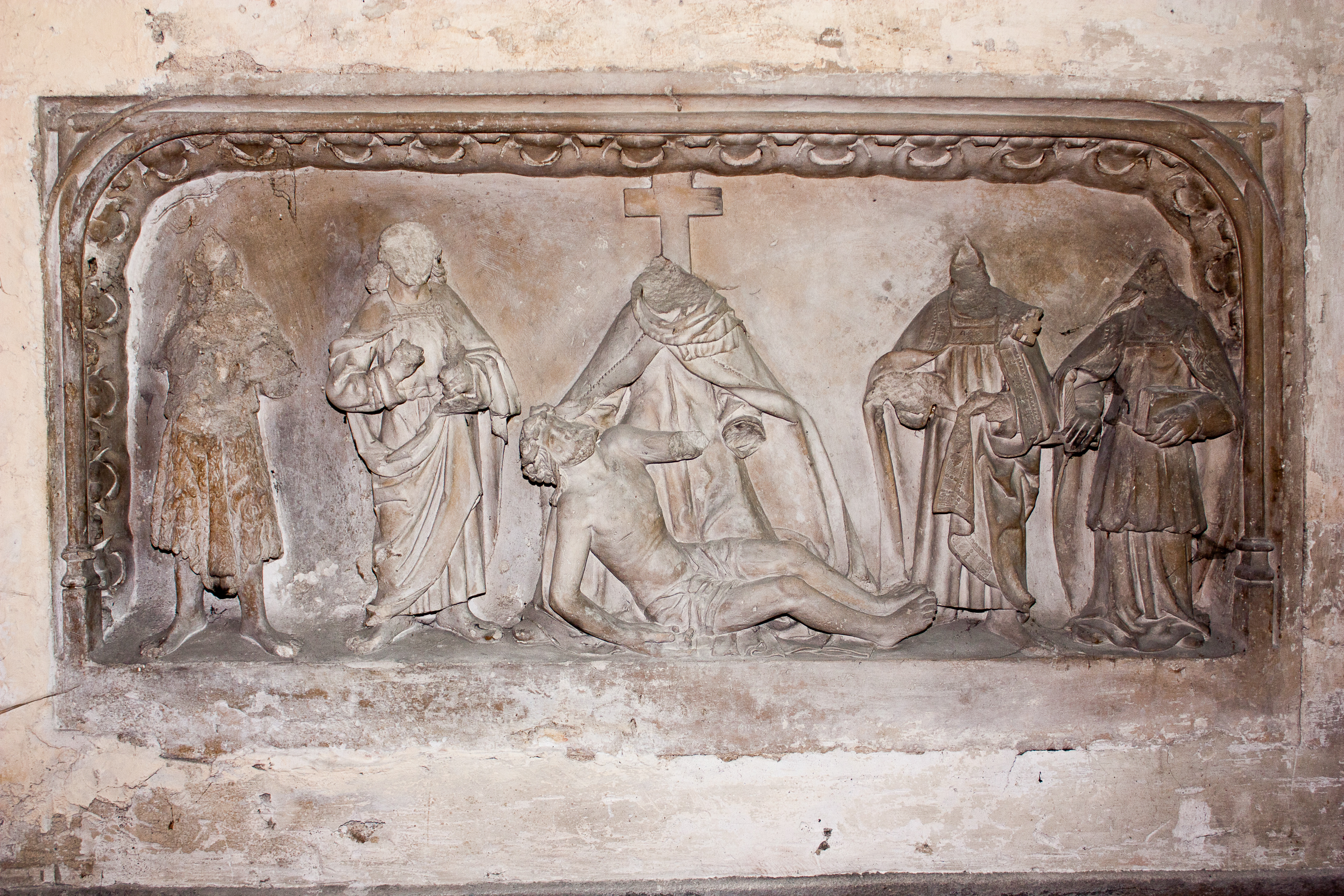
Déploration.
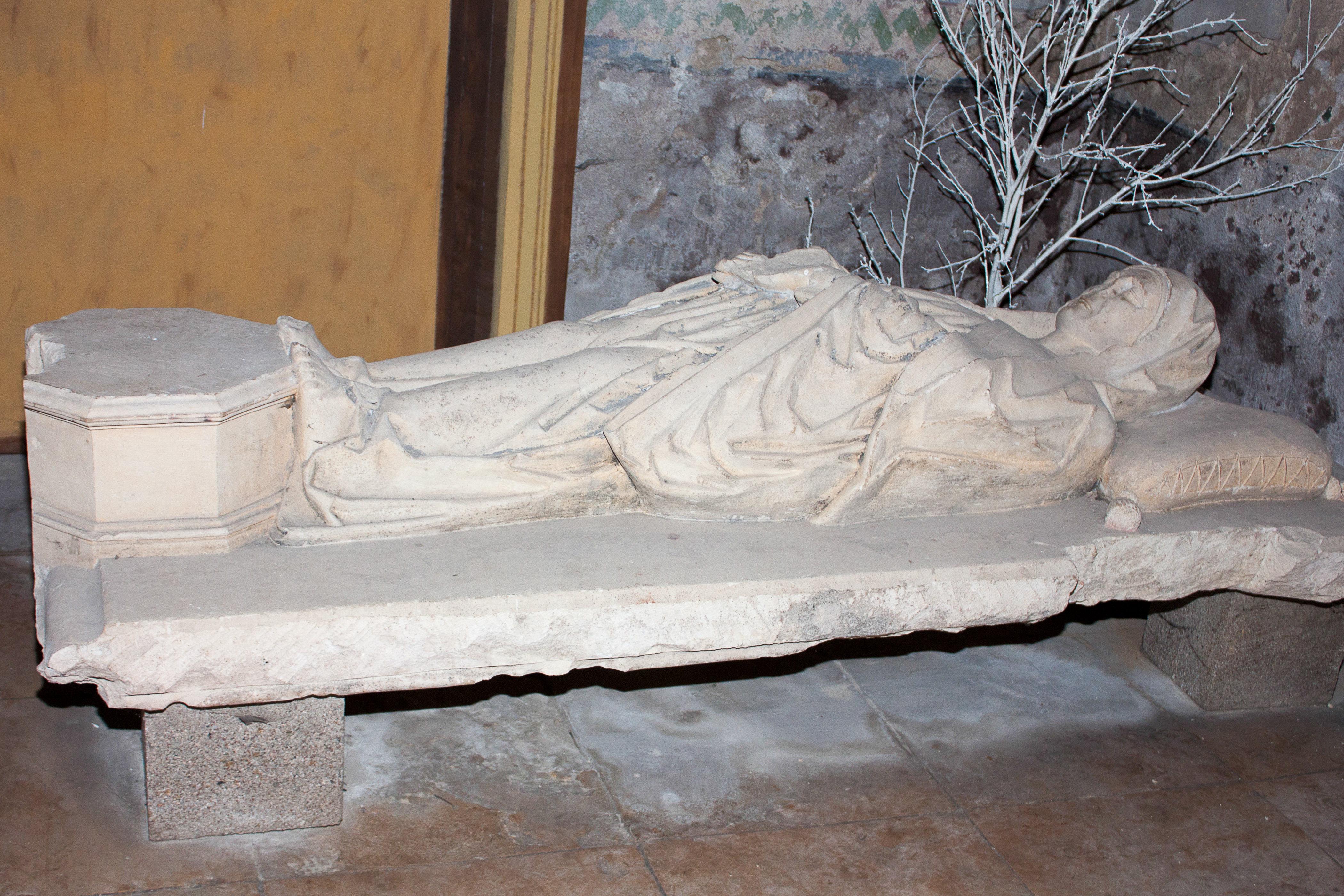
Gisant d'un prieur.
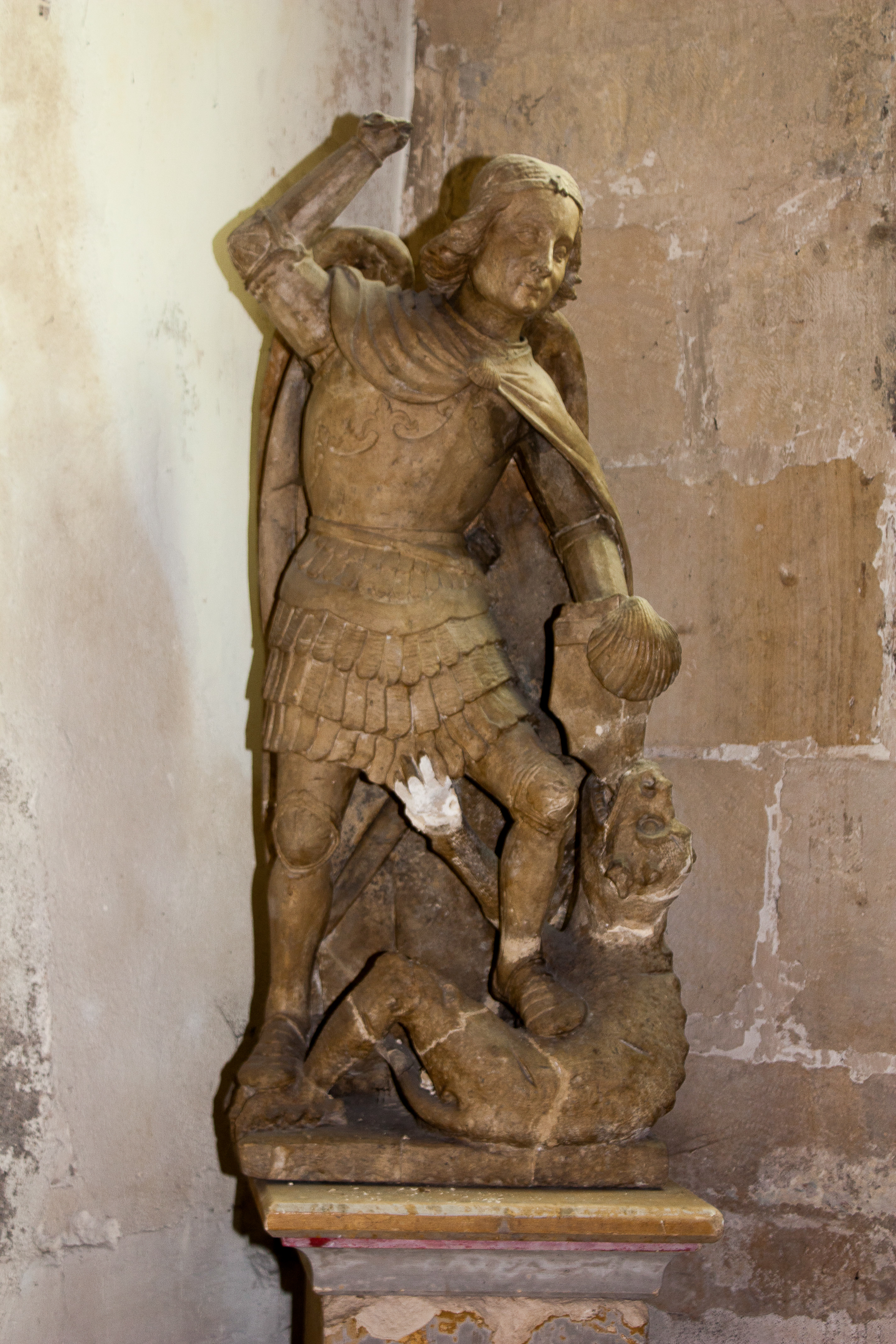
Saint Michel.
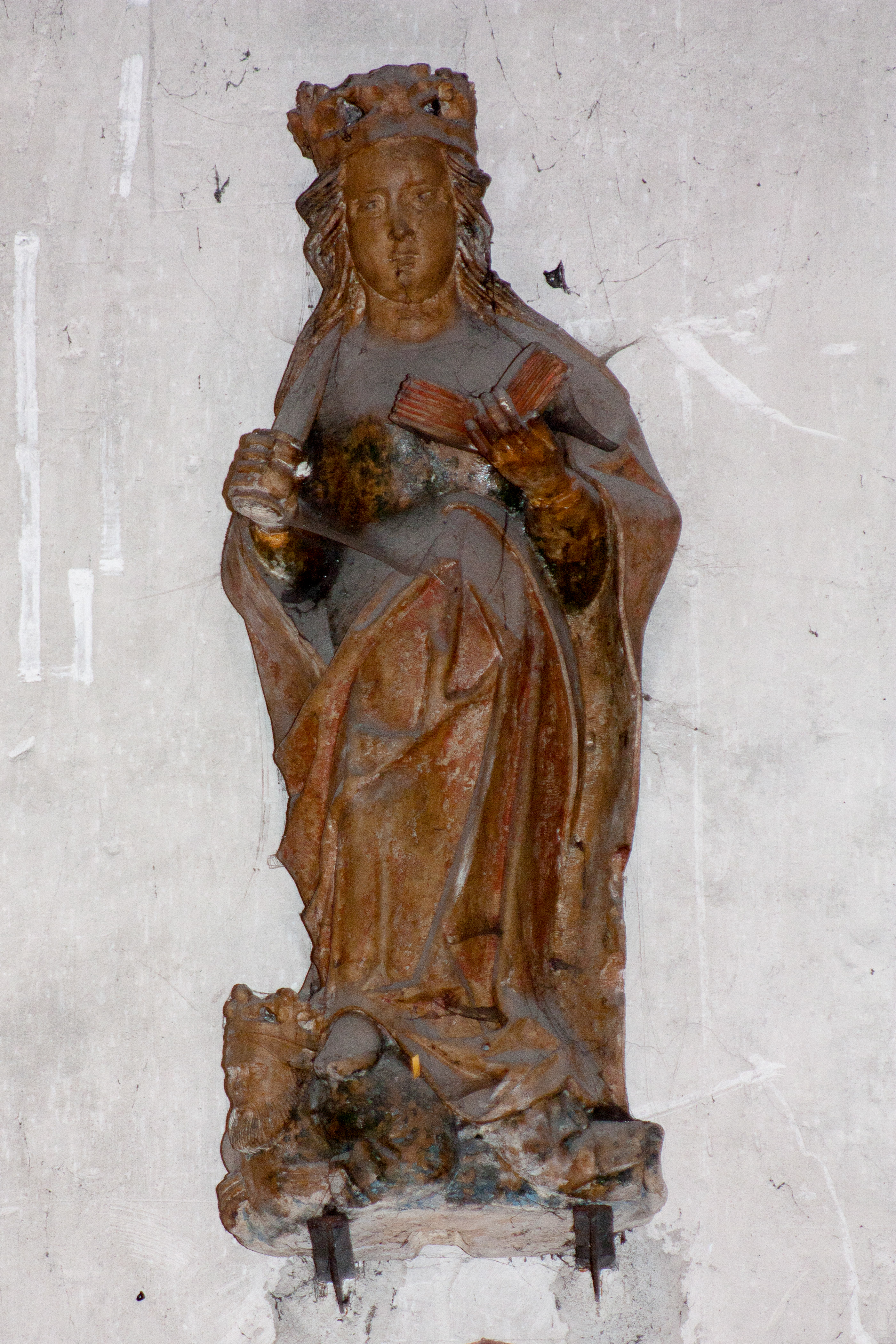
Sainte Catherine.
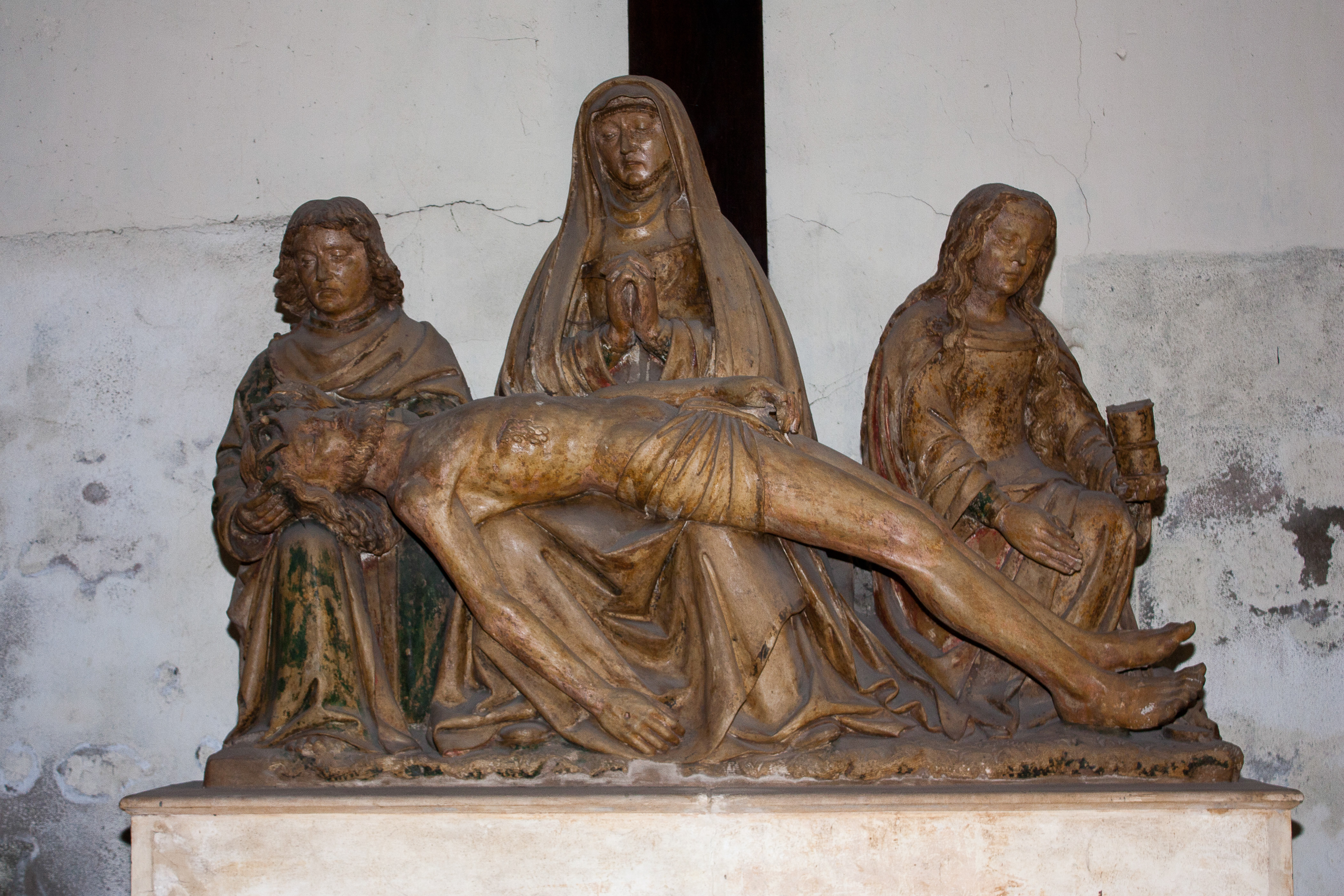
Vierge de pitié.
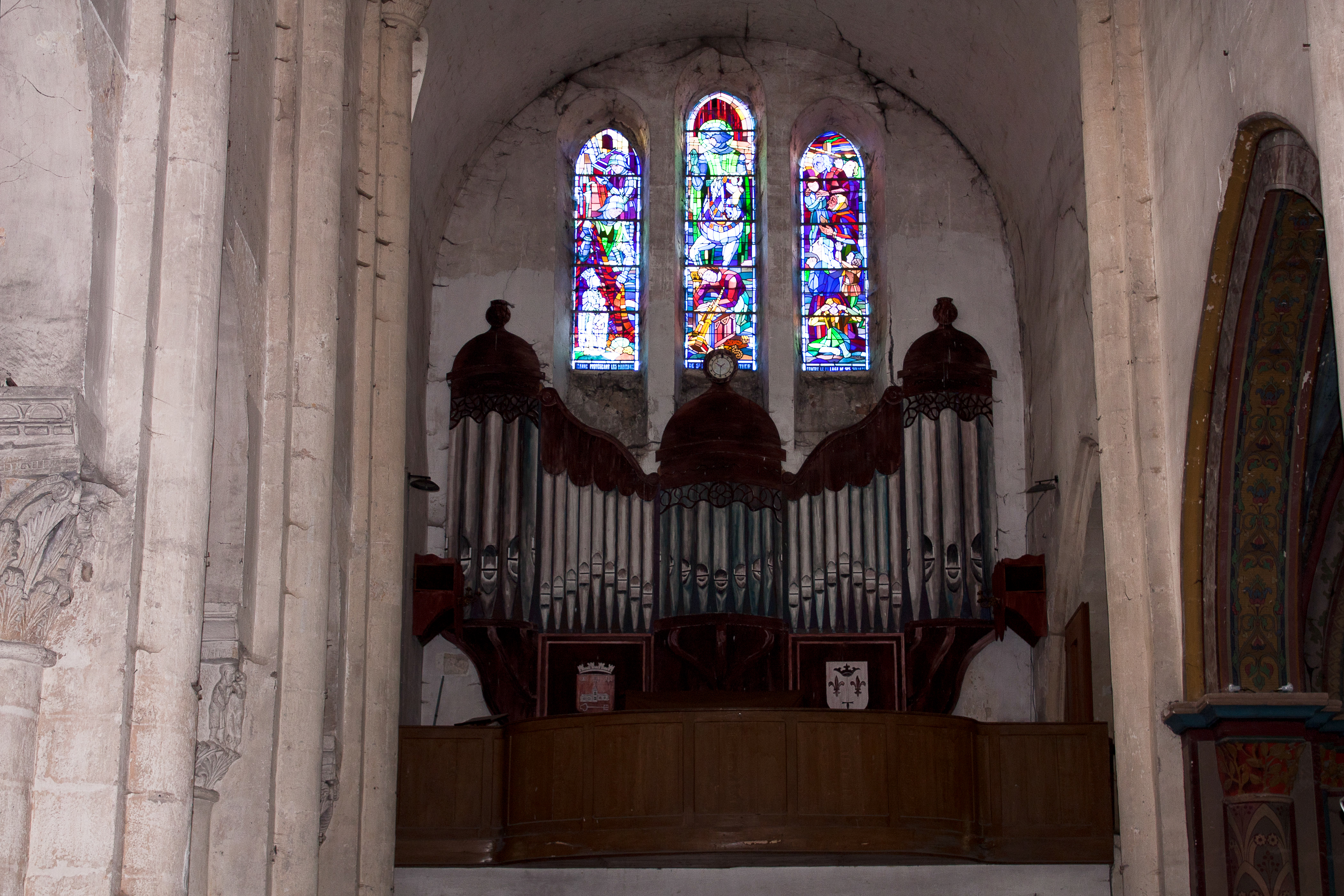
Orgue.